# Eirene elliceana
Eirene elliceana är en nässeldjursart som först beskrevs av Agassiz och Mayer 1902.  Eirene elliceana ingår i släktet Eirene och familjen Eirenidae. Inga underarter finns listade i Catalogue of Life.